# Краснолобый амазон
Краснолобый амазон, или желтощёкий амазон (лат. Amazona autumnalis) — птица семейства попугаевых.

## Внешний вид
Длина тела 34—36 см, хвоста 11 см; вес 310—480 г. Основная окраска зелёная, верх головы с синеватым оттенком и чёрным окаймлением на затылке. Лоб и окологлазничное кольцо красные, щёки золотисто-жёлтые. Ноги серые. Радужка оранжевая. Подклювье и надклювье серо-костного цвета.

## Распространение
Обитает от северо-западной Бразилии до юго-восточной Мексики.

## Образ жизни
Населяет равнинные леса и предгорья до высоты 800 м над уровнем моря. Держится семейными группами или стаями. Питается плодами, орехами, семенами, а также, цитрусовыми, манго и даже кофейными зёрнами.

## Размножение
Гнездо обычно в дуплах деревьев. В кладке 3—4 яйца. Насиживание продолжается 25—26 дней, в гнезде птенцы находятся 21—70 дней.

## Классификация
Вид включает в себя 3 подвида:
- Amazona autumnalis autumnalis (Linnaeus, 1758) — номинативный подвид. Распространён от юго-восточной Мексики до северного Никарагуа.
- Amazona autumnalis salvini (Salvadori, 1891) — длина тела 35 см. Щёки зелёные, внутренняя сторона боковых перьев хвоста — красная. Распространён от северного Никарагуа до Колумбии и Венесуэлы.
- Amazona autumnalis lilacina (Lesson, 1844) — похож на номинативный подвид, но лоб более тёмный. Голова зелёно-сиреневая с тёмно-красным окаймлением. Щёки жёлто-зелёные, клюв серый. Обитает на западе Эквадора и юго-западе Колумбии.

Ранее к виду также относили Amazona diadema (Spix, 1824) — длина тела 36 см. Лоб малиново-красный. Щёки с голубоватым отливом. Обитает в штате Рио-Негро (Бразилия).